# Nora (Capadòcia)
Nora (en grec antic τὰ Νῶρα) era una fortalesa inexpugnable situada a Capadòcia, a la regió de Tianitis, prop de Castabala. Era a la frontera amb Licaònia als peus de les muntanyes del Taure. Segons Estrabó l'hauria fundat Cir II el Gran.
Sota els romans es deia Neroassus (Νηροασσός). Amb els otomans va rebre el nom de Kodja o Hassan-Dagh. El general Èumenes de Cardia es va tancar a la fortalesa a l'hivern del 320 aC on s'hi va haver d'estar quasi un any assetjat per forces d'Antígon el Borni, segons diuen Diodor de Sicília, Plutarc i Estrabó, entre d'altres.